# Успенская церковь (Ганута)
Церковь Пресвятой Богородицы — православная церковь Вилейского благочиния Молодечненской епархии. Адрес: п/о Ковали, д. Ручица, Вилейский район, Минской области.

## История
Храм построен в 1880 г.

В 1893 году Извеков Н. в книге «Статистическое описание православных приходов Литовской епархии» описывает православный приход в Гануте следующим образом:
«Ганутский — Церковь утварью достаточна. Земли 65 десятин. У псаломщика нет церковного дома. Есть 2 кладбищенских церкви, бедные утварью. Дворов 376. Прихожан мужского пола 1506 и женского 1529».
В 1913—1930 годах — священником Ганутской церкви Свенцянского благочиния Литовской епархии был протоиерей Нил Кульчицкий (около 1889 г.—12.09.1954).
Нил Кульчицкий был рукоположён во священники около 1913 г. После Первой мировой войны ему пришлось приложить много усилий для восстановления своего прихода в Ручице. Прослужив в ганутском приходе семнадцать лет (с 1925 г. назначен благочинным), о. Нил был переведён в г. Вильно. С 1930 по 1936 год о. Нил Кульчицкий был настоятелем в храме святых Константина и Михаила. Затем был переведён настоятелем в кладбищенскую церковь св. Евфросинии Полоцкой. К храму была приписана так называемая Репнинская часовня, находящаяся на территории братского воинского кладбища в Закрете (ныне парк Вингис), и уже тогда требовавшая ремонта (в настоящее время сложно узнать этом строении православную часовню). Протоиерей Нил Кульчицкий с 1936 года возглавлял объединённый приход Александро-Невской и Свято-Евфросиниевской церквей, а затем самостоятельную Свято-Евфросиньевскую общину. В 1936 году упомянут как член Виленской духовной консистории. В конце 1930-х упомянут как протоиерей. В 1939 г. совместно с другими представителями виленского духовенства был принят в юрисдикцию Московского Патриархата. Перед Второй Мировой войной некоторое время окормлял монастырь св. Марии Магдалины в Вильно. Скончался митрофорным протоиереем 12 сентября 1954 г. в Вильнюсе.
В Национальном историческом архиве Беларуси хранятся метрические книги Ганутской Успенской церкви за 1901—1932 гг.
В советское время храм не закрывался. С 1960-х по 1990-е гг. в храме находилась на хранении церковная утварь и иконы из близлежащих закрытых церквей в аг. Нарочь, д. Баровцы и д. Рацевичи.
Храм является приписным к приходу Святого пророка Илии в агрогородке Нарочь. Приход находится на пастырском окормлении протоиерея Феодора Кукса.

## Воинское захоронение
Возле церкви находится захоронение 2-х казаков-мучеников из 9-го Сибирского казачьего полка (1915). В 2015 году историки-краеведы Вадим Преврацкий и Андрей Каркотко согласно архивным документам восстановили имена погибших казаков. Ими оказались казаки 6-й сотни Никита Спиглазов из станицы Чарышской и Николай Бедрин из станицы Черлаковской.